# Serra del Mas de l'Estopar
La Serra del Mas de l'Estopar és una serra situada al municipis de la Granadella a la comarca de les Garrigues i el de Torrebesses a la comarca del Segrià, amb una elevació màxima de 342 metres.